# Total revenue per available room
Der Gesamtumsatz pro verfügbares Zimmer (englisch total revenue per available room, von daher die Abkürzung TRevPar oder TRevPAR) ist eine wichtige Kennzahl zum Vergleich der Profitabilität von Hotels. Berechnet wird er als Netto-Gesamtumsatz geteilt durch die Anzahl der verfügbaren Zimmer.

## Hintergrund
Der TRevPar ist einer von mehreren KPIs (Key Performance Indicators). Diese Schlüsselparameter unterstützen das Ertragsmanagement und Hotelmanager bei der Entscheidungsfindung. Sie geben außerdem Aufschluss darüber, wie die bisher eingesetzten Strategien des Hotels gewirkt haben. Der TRevPar kann aus unterschiedlichen Zeitperioden errechnet werden, d. h. es ist möglich, ihn aus dem Erlös eines Tages, einer Woche, eines Monats oder eines Jahres zu errechnen. TRevPar beinhaltet im Gegensatz zum RevPar die Gesamtumsätze, die sich aus Logis (Erlöse aus Vermietung), Gastronomie und Nebenleistungen zusammensetzen.

## Beispiel
Ein Hotel mit 80 Zimmern hat in einem Jahr mit 29.200 verfügbaren Zimmern (Anzahl möglicher Übernachtungen) einen Logisumsatz von 912.500 Euro erwirtschaftet. Zusätzlich wurden im Gastronomiebereich 456.250 Euro und 346.750 Euro mit sonstigen Leistungen eingenommen. Das ergibt einen TRevPAR  von (912.500 + 456.250 + 346.750) Euro / 29.200, also 58,75 Euro.